# Asplenium ulbrichtii
Asplenium ulbrichtii är en svartbräkenväxtart som beskrevs av Eduard Rosenstock. Asplenium ulbrichtii ingår i släktet Asplenium och familjen Aspleniaceae. Inga underarter finns listade.

## Bildgalleri

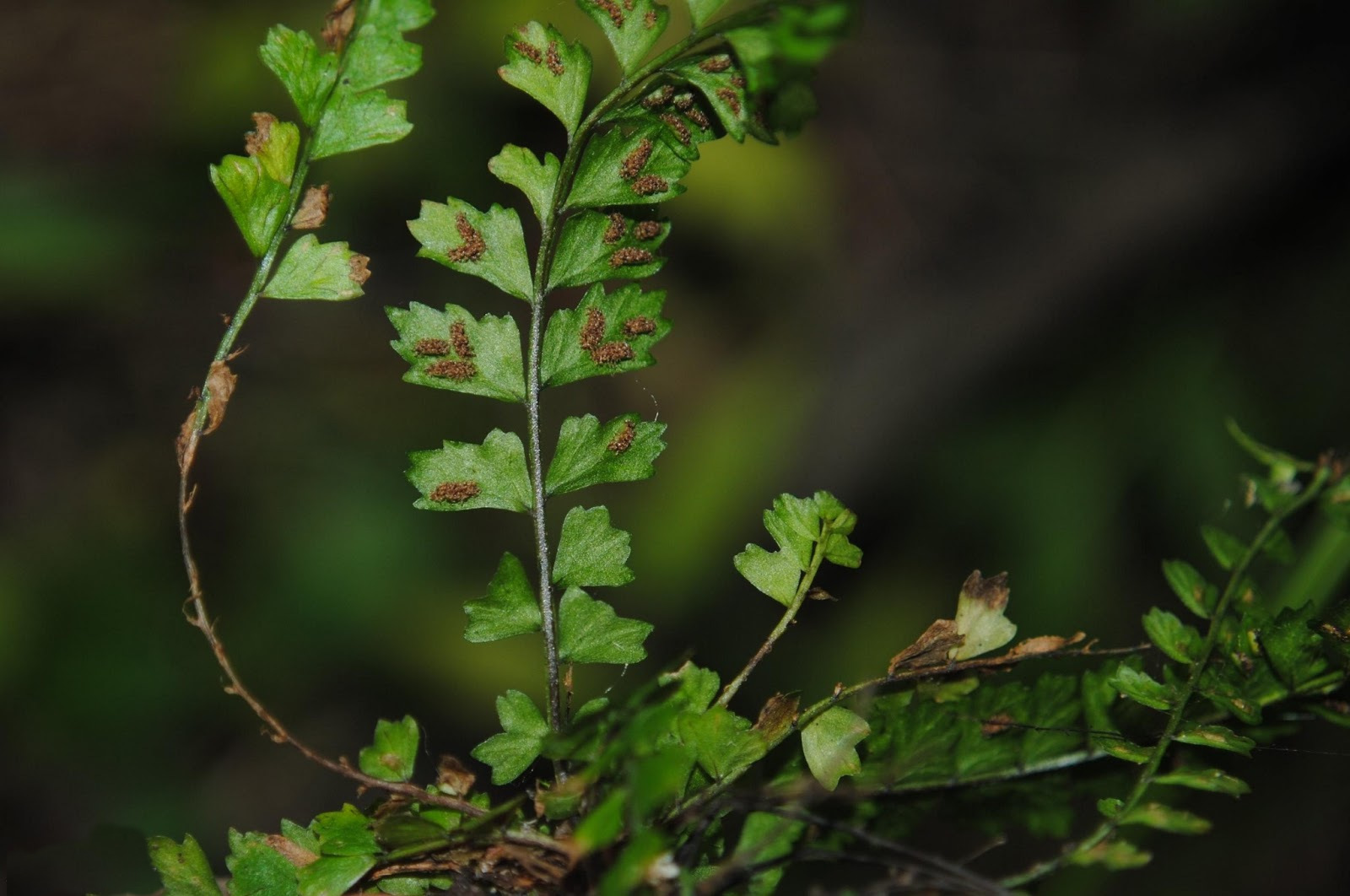
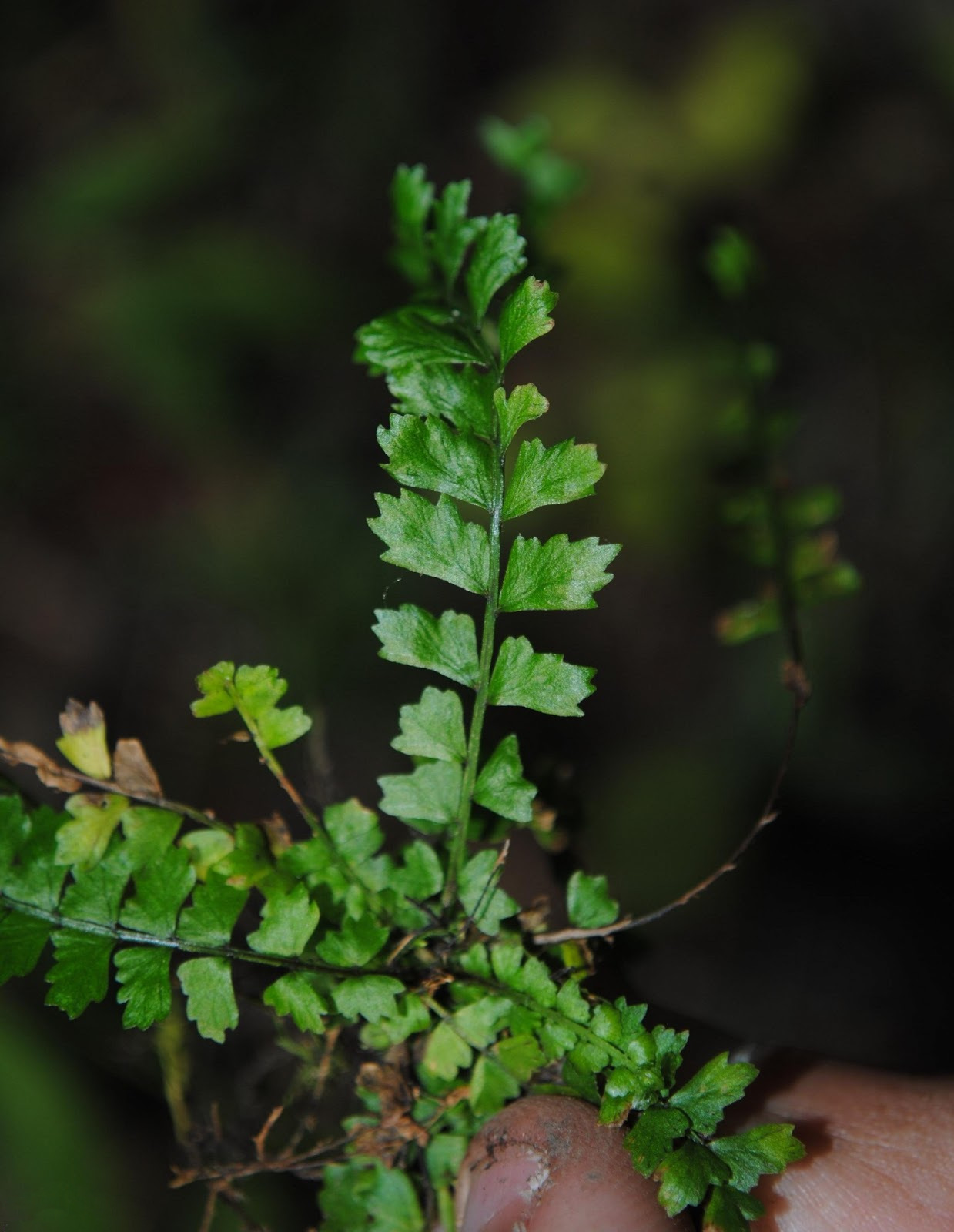
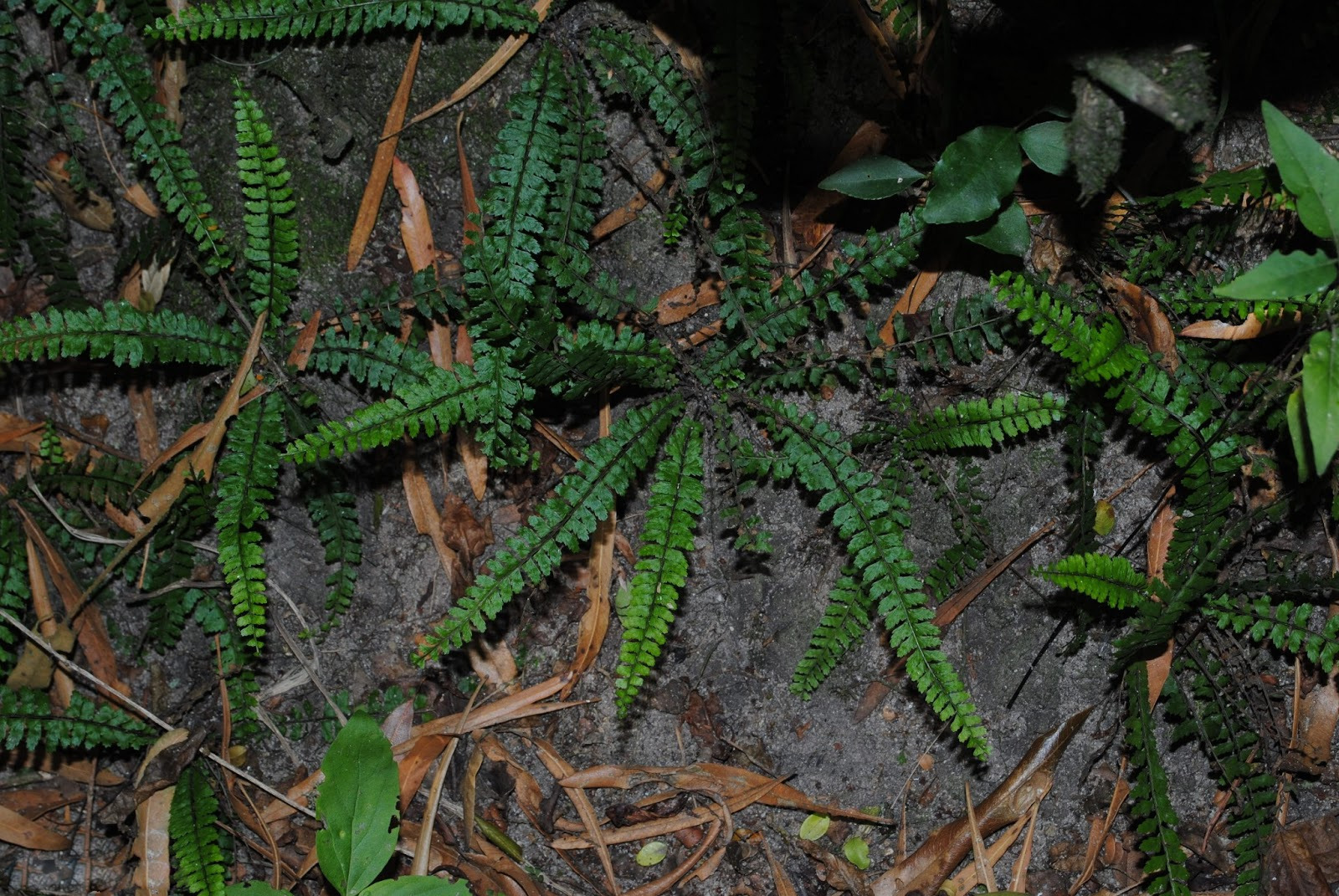
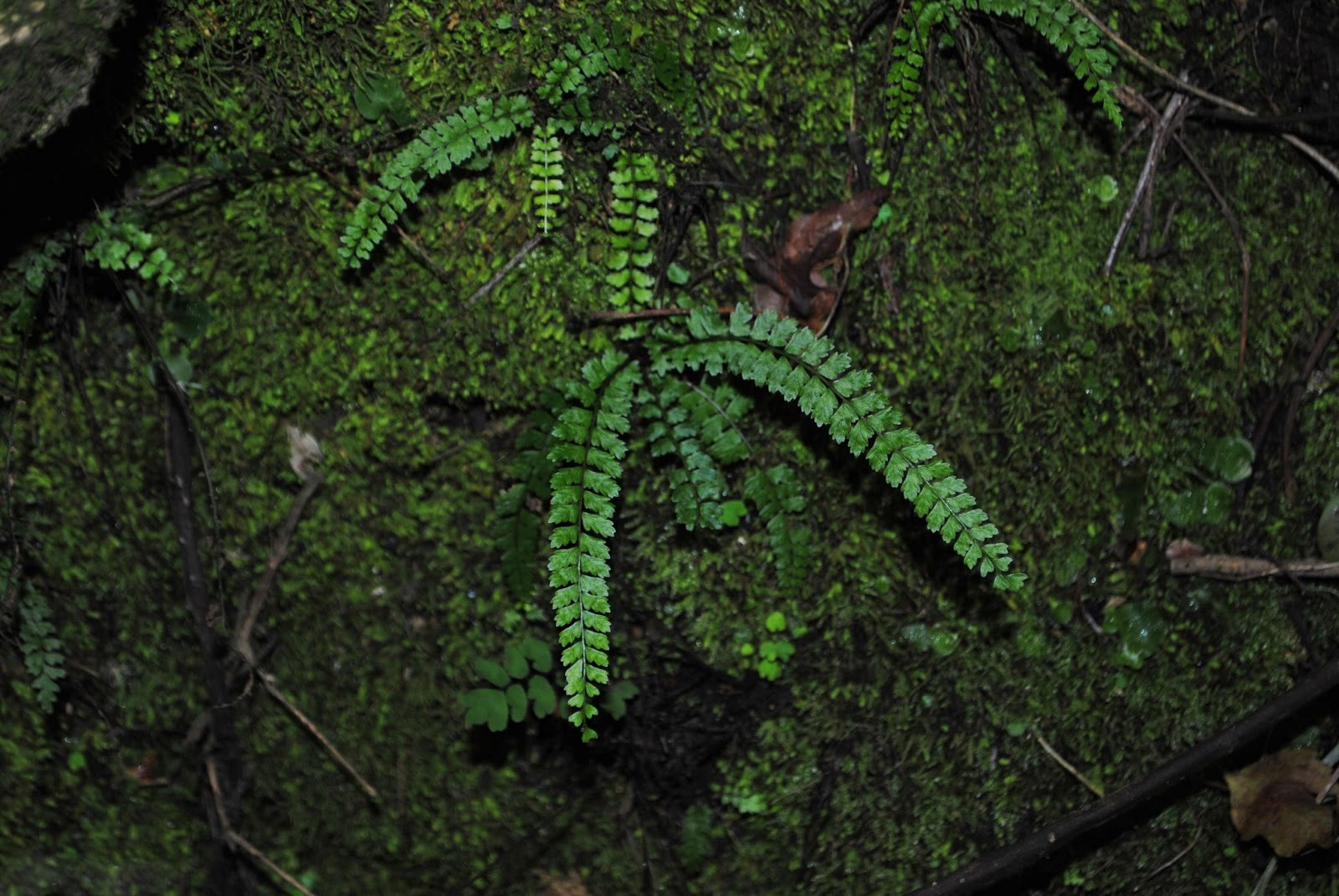